# Xã Erdahl, Quận Grant, Minnesota
Xã Erdahl (tiếng Anh: Erdahl Township) là một xã thuộc quận Grant, tiểu bang Minnesota, Hoa Kỳ. Năm 2010, dân số của xã này là 347 người.